# Latibulus bilacunitus
Latibulus bilacunitus là một loài tò vò trong họ Ichneumonidae.